# Les Burness
Lester „Les“ Burness (eigentlich Lester Friedman, * 1911 in Hartford (Connecticut); † 13. September 2000 in Eatontown (New Jersey)) war ein US-amerikanischer Jazzmusiker (Piano, auch Komposition) der Swingära.
Burness spielte ab 1937 im Orchester von Bunny Berigan, zu hören auf Swingnummern wie „Blue Lu“, des Weiteren bei Russ Morgan and His Orchestra („If My Heart Could Only Talk“). Im selben Jahr wechselte er zu Artie Shaw, bei dem er zwei Jahre blieb. Er spielte danach bei Red Norvo (1938), Wayne King und begleitete mit dem Buck Ram Orchestra (dem u. a. Buck Clayton, Walter Page und Jo Jones angehörten) die Vokalband The Quintones („Sly Moongoose“). Von 1939 bis 1967 gehörte er dem Orchester von Tony Pastor an, für den er auch Nummern wie „Obey Your Air Raid Warden“  schrieb. In späteren Jahren spielte er (u. a. mit Artie Miller, Jack Six, George Kelly, Peck Morrison) in New Jersey in The No-Gap Generation Jazz Band und trat noch in den frühen 1990er-Jahren in New Yorker Clubs als Solist auf. Im Bereich des Jazz war er laut Tom Lord zwischen 1937 und 1976 an 131 Aufnahmesessions beteiligt.